# (3324) Avsyuk
(3324) Avsyuk es un asteroide perteneciente al cinturón de asteroides, descubierto el 4 de febrero de 1983 por Antonín Mrkos desde el Observatorio Kleť, České Budějovice, República Checa.

## Designación y nombre
Designado provisionalmente como 1983 CW1. Fue nombrado Avsyuk en honor al experto en geodesia y geofísica ruso Yurij M. Avsyuk.